# Tyskepasset
Tyskepasset är ett bergspass i Antarktis. Det ligger i Östantarktis. Norge gör anspråk på området. Tyskepasset ligger 2 075 meter över havet.
Terrängen runt Tyskepasset är huvudsakligen kuperad, men åt sydväst är den platt. Trakten är obefolkad. Det finns inga samhällen i närheten. 